# Conquistador (nummer)
Conquistador is een nummer van de Britse band Procol Harum. Het nummer werd uitgebracht op hun debuutalbum Procol Harum uit 1967. Op 4 augustus 1972 werd een liveversie van het nummer, waarop de band wordt bijgestaan door het Edmonton Symphony Orchestra, uitgebracht als single.

## Achtergrond
De tekst van "Conquistador" is geschreven door Keith Reid, terwijl de muziek is geschreven door zanger Gary Brooker. Het is geproduceerd door Denny Cordell. Het nummer is bijzonder in het oeuvre van Procol Harum omdat de muziek eerder werd geschreven dan de tekst. Reid vertelde hierover: "Bij 99 van de 100 Procol Harum-nummers werd de tekst eerst geschreven, die daarna op muziek werd gezet." Hij legde uit dat Brooker nog voor de oprichting van Procol Harum een door Spaanse muziek beïnvloed nummer had geschreven, waarop hij een tekst schreef over een conquistador.
"Conquistador" gaat over een man die het lichaam van een dode conquistador op een strand vindt. Hij is nog niet erg lang dood, omdat er nog geen dieren van zijn lichaam hebben gegeten. Ook is zijn hengst nog in de buurt. De verteller van het nummer bespot in eerste instantie de conquistador en ziet ironie in diens mislukte missie en in de verlatenheid van zijn lichaam en de omgeving. Nadat hij er nog een keer over nadenkt, heeft hij spijt van zijn spot en heeft hij medelijden met het lot van de conquistador, aangezien "hij niets heeft veroverd, maar alleen gestorven is".
In augustus 1971 werd Procol Harum uitgenodigd om een concert te spelen met het Edmonton Symphony Orchestra in de Canadese stad Edmonton. De apparatuur van de band werd opgehouden bij de grens, waardoor zij voorafgaand aan de show slechts eenmaal "Conquistador" met het orkest konden repeteren. Desondanks was het het eerste nummer dat tijdens het optreden werd gespeeld. Dit concert werd in 1972 uitgebracht op het live-album Procol Harum Live: In Concert with the Edmonton Symphony Orchestra. "Conquistador" werd hiervan uitgebracht als de eerste single.
Na "A Whiter Shade of Pale" was "Conquistador" internationaal gezien de grootste hit van Procol Harum. Het piekte op de zestiende plaats in de Amerikaanse Billboard Hot 100, terwijl in het Verenigd Koninkrijk plaats 22 werd gehaald in de UK Singles Chart. Daarnaast werd in Australië, Canada en Nieuw-Zeeland de top 10 bereikt. In Nederland kwam de single tot respectievelijk de achtste en de negende plaats in de Top 40 en de Daverende Dertig, terwijl in Vlaanderen plaats 29 in de voorloper van de Ultratop 50 werd behaald.

## Hitnoteringen

### Nederlandse Top 40
| Hitnotering: 17-06-1972 t/m 29-07-1972 | Hitnotering: 17-06-1972 t/m 29-07-1972 | Hitnotering: 17-06-1972 t/m 29-07-1972 | Hitnotering: 17-06-1972 t/m 29-07-1972 | Hitnotering: 17-06-1972 t/m 29-07-1972 | Hitnotering: 17-06-1972 t/m 29-07-1972 | Hitnotering: 17-06-1972 t/m 29-07-1972 | Hitnotering: 17-06-1972 t/m 29-07-1972 | Hitnotering: 17-06-1972 t/m 29-07-1972 |
| Week                                   | 1                                      | 2                                      | 3                                      | 4                                      | 5                                      | 6                                      | 7                                      |                                        |
| -------------------------------------- | -------------------------------------- | -------------------------------------- | -------------------------------------- | -------------------------------------- | -------------------------------------- | -------------------------------------- | -------------------------------------- | -------------------------------------- |
| Nummer                                 | 19                                     | 10                                     | 8                                      | 11                                     | 21                                     | 30                                     | 39                                     | uit                                    |

### Daverende Dertig
| Hitnotering: 17-06-1972 t/m 15-07-1972 | Hitnotering: 17-06-1972 t/m 15-07-1972 | Hitnotering: 17-06-1972 t/m 15-07-1972 | Hitnotering: 17-06-1972 t/m 15-07-1972 | Hitnotering: 17-06-1972 t/m 15-07-1972 | Hitnotering: 17-06-1972 t/m 15-07-1972 | Hitnotering: 17-06-1972 t/m 15-07-1972 |
| Week                                   | 1                                      | 2                                      | 3                                      | 4                                      | 5                                      |                                        |
| -------------------------------------- | -------------------------------------- | -------------------------------------- | -------------------------------------- | -------------------------------------- | -------------------------------------- | -------------------------------------- |
| Nummer                                 | 30                                     | 16                                     | 9                                      | 12                                     | 19                                     | uit                                    |

### NPO Radio 2 Top 2000
| Nummer met noteringen in de NPO Radio 2 Top 2000 | '99  | '00  | '01 | '02  | '03 | '04  | '05  | '06  | '07  | '08  | '09  | '10  | '11  | '12  |
| ------------------------------------------------ | ---- | ---- | --- | ---- | --- | ---- | ---- | ---- | ---- | ---- | ---- | ---- | ---- | ---- |
| Conquistador                                     | 1072 | 1132 | 986 | 1147 | 972 | 1328 | 1220 | 1421 | 1821 | 1366 | 1499 | 1587 | 1707 | 1994 |

1. ↑  Een vetgedrukt getal geeft de hoogste notering aan.
2. ↑  Deze tabel is bijgewerkt tot en met de laatste editie (2024).